# Command Ops: Battles from the Bulge
Command Ops: Battles from the Bulge est un jeu vidéo de type wargame développé par Matrix Games et édité par Panther Games, sorti en 2010 sur Windows.

## Accueil
- PC Gamer : 84 %[1]